# نیمه‌شب ماندگار
نیمه‌شب ماندگار (به انگلیسی: Permanent Midnight) فیلمی است محصول سال ۱۹۹۸ و به کارگردانی دیوید ولوز است. در این فیلم بازیگرانی همچون بن استیلر، ماریا بلو، اوون ویلسون، الیزابت هارلی، پیتر گرین، شریل لاد، جانین گاروفالو، لوردس بندیکتو، فرد ویلارد، کانی نیلسن، لیز ترس و ساندرا اوه ایفای نقش کرده‌اند.